# Inside The Smiths
Inside The Smiths è un documentario televisivo sulla band inglese The Smiths, prodotto dalla Tib Street Films e pubblicato il 16 luglio del 2007.
Diretto da Stephen Petricco, il film analizza molte cose nella storia della band come, ad esempio, gli inizi, le influenze musicali di ognuno dei componenti, le session di registrazione dei quattro album in studio ed i loro tour. Contiene anche lunghe interviste con Mike Joyce ed Andy Rourke, oltre che contributi filmati con Peter Hook (bassista dei New Order), Mark E. Smith (cantante dei The Fall), Pete Shelley (voce dei Buzzcocks) ed altri.